# 巴尼特區
班列特區（英語：London Borough of Barnet，讀音：/ˈlʌndən bʌɹə ɒv ˈbɑːnɪt/ⓘ）是英國英格蘭大倫敦（外倫敦）的自治市。此區面積達86.74平方公里，是倫敦32區中第4大區。2021年此區人口為384,774人，是倫敦人口最多的區。
此區於1965年由米德爾塞克斯和赫特福德名譽郡的一部分所組成。
此區北邊與赫特福德郡赫茨米爾區（區治位於博勒姆伍德）毗鄰，其餘方向則與大倫敦5個區毗鄰。其中東邊毗鄰恩菲爾德區，東南邊毗鄰卡姆登區、哈林蓋區，西南及西邊則以惠特靈大道（現A5路）與布倫特區、哈羅區相隔。
此區的主要市鎮包括亨頓、芬奇利、格德斯綠地、奇平巴尼特、惠特斯通和埃奇韋爾。區內亦有托特里奇等村落，以及屬於倫敦綠帶圈的鄉郊地帶。
巴尼特區議會會址位於科林達布里斯托大道2號，鄰近倫敦地鐵北線科林達站。

## 歷史
亨頓曾於1086年的末日審判書中出現；巴尼特、埃奇韋爾和芬奇利等地可能因為當時隸屬於附近的莊園，所以其地名沒有於末日審判書出現。
1471年，英格蘭玫瑰戰爭中的決定性戰役巴內特戰役於巴尼特區發生。戰爭中由愛德華四世領導的約克軍隊殺了第十六代沃里克伯爵理查德·內維爾和他的弟弟蒙塔古侯爵約翰·內維爾。
於1965年成立時，巴尼特區曾包括埃爾斯特里（Elstree）部分地區。1993年4月1日，巴尼特區北界調整後，巴尼特區北邊的鄉郊地帶（包括埃爾斯特里）被轉移至赫特福德郡赫茨米爾區。

## 選區

### 英國國會
巴尼特區於英國國會選舉中分割成三個選區：奇平巴尼特、芬奇利和戈爾德斯格林和亨頓。
三個選區現任之國會議員為特雷莎·維利爾斯（奇平巴尼特）、邁克·弗里爾（芬奇利和戈爾德斯格林）和馬修·奧福德（亨頓），三人均屬英國保守黨黨員。

### 地方議會
在區議會選舉中，巴尼特區被分拆成21個選區，每區一共有3名區議員。在2022年區議會選舉中，工黨贏得了巴尼特區議會大多數議席。選舉後，巴尼特區議會議員比例為：
- 工黨：41 （+16）
- 保守黨：22 （-16）

巴尼特區議會跟大倫敦其他31個區議會、倫敦市法團一樣，與大倫敦政府分享地方行政權力。在倫敦議會選舉中，巴尼特區與卡姆登區合組為同一選區，並選出一名議員代表。
| 選舉年份 | 選舉年份 | 巴尼特及卡姆登區議員               | 所屬政黨 |
| -------- | -------- | ---------------------------------- | -------- |
|          | 2000     | 布萊恩·科爾曼 （Brian Coleman）    | 保守黨   |
|          | 2012     | 安德魯·迪斯摩爾 （Andrew Dismore） | 工黨     |
|          | 2021     | 安·克拉克 （Anne Clarke）          | 工黨     |

## 地理
巴尼特區覆蓋倫敦盆地北緣的一系列山丘。當地的基岩為白堊，上面覆蓋著粘土。部分山丘是由盎格利亞冰川期於冰川末端形成的冰磧物堆積而成。
布倫特河是巴尼特區的主要河流，亦是泰晤士河的支流。布倫特河起源於多利斯溪（Dollis Brook）和馬頓溪（Mutton Brook），其中多利斯溪是主要源頭。多利斯溪長約10公里，發源自磨坊山，並於高巴尼特和托特里奇之間向東流淌。多利斯溪於高巴尼特公園以南轉為向南流，與倫敦地鐵北線高巴尼特支線軌道接近平行。此後多利斯溪經過芬奇利高爾夫球會東側、穿過磨坊山東支線的多利斯溪鐵路橋下方、流經布倫特河公園，並於亨頓與馬頓溪合流，成為布倫特河。布倫特河隨後向西南方流淌，經過布倫特十字後匯入布倫特水庫。
位於此區東北部的聚居地為巴尼特（又稱高巴尼特或奇平巴尼特）、托特里奇、惠特斯通和新巴尼特，住宅主要沿東海岸主線及倫敦地鐵北線高巴尼特支線一帶發展；西北部為埃奇韋爾及磨坊山，住宅主要沿米德蘭鐵路和倫敦地鐵北線埃奇韋爾支線發展。此區中北部（特別是磨坊山以北地區）主要是郊野地帶，並沒有鐵路經過。
位於巴尼特醫院以西的Arkley是巴尼特區的最高點，海拔達147米。當地亦是大倫敦海拔第五高的地點。
此區南部的密集發展主要圍繞克里克伍德、科林達、亨頓和芬奇利。格德斯綠地、漢普斯特德花園郊區（Hampstead Garden Suburb）和蔡爾茲山（Childs Hill）共同構成巴尼特區最南邊的部分，其中格德斯綠地以其作為猶太人聚居地而著名。巴尼特區的猶太人佔全區人口比例為全英國所有區中最高。
由於巴尼特區北部位於倫敦綠帶圈，區內有不少公園和綠地。此外區內亦有大片土地被用作墳場、高爾夫球場、漢普斯特德荒野（包括其擴展部分）的一部分和格德斯山公園。
巴尼特區擁有67個具自然保育價值地點和8個區立自然保護區。與布倫特區共同管理的布倫特水庫已被列為具特殊科學價值地點。
除了西亨頓和布倫特水庫的一部分外，A5路（埃奇威爾路）構成巴尼特區與哈羅區、布倫特區的邊界。

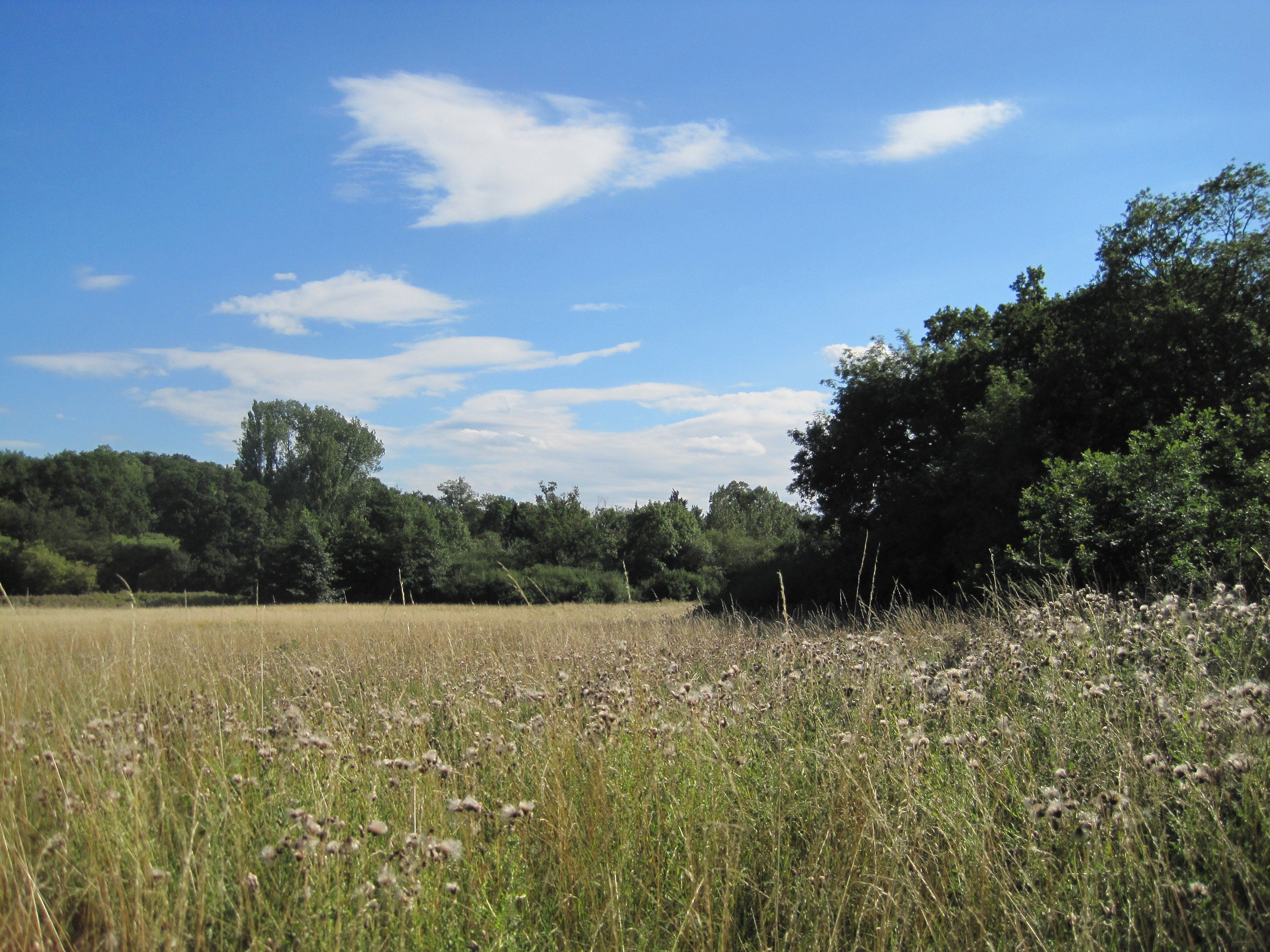
托特里奇郊野
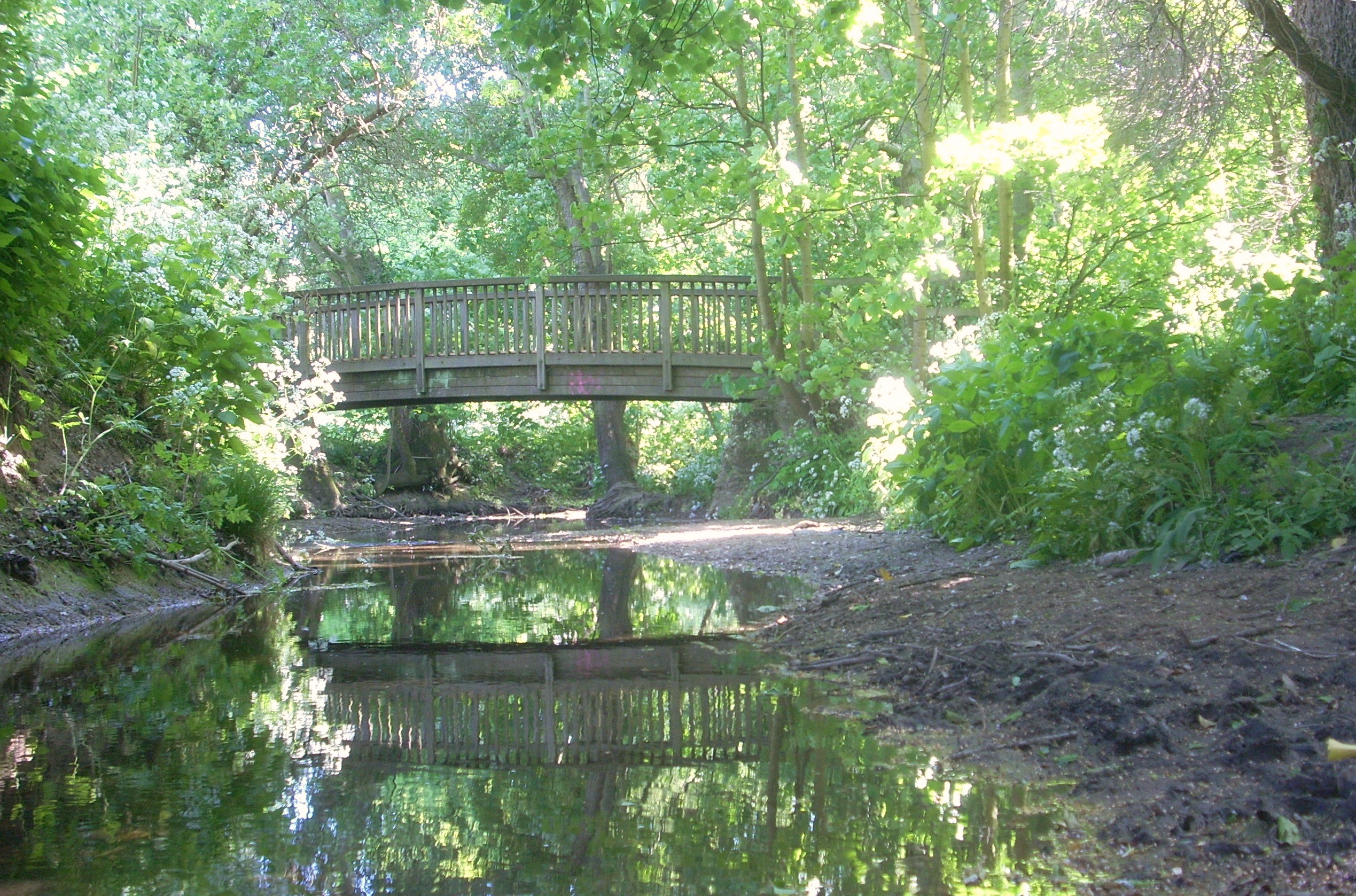
跨越多利斯溪的橋樑（攝於2009年）
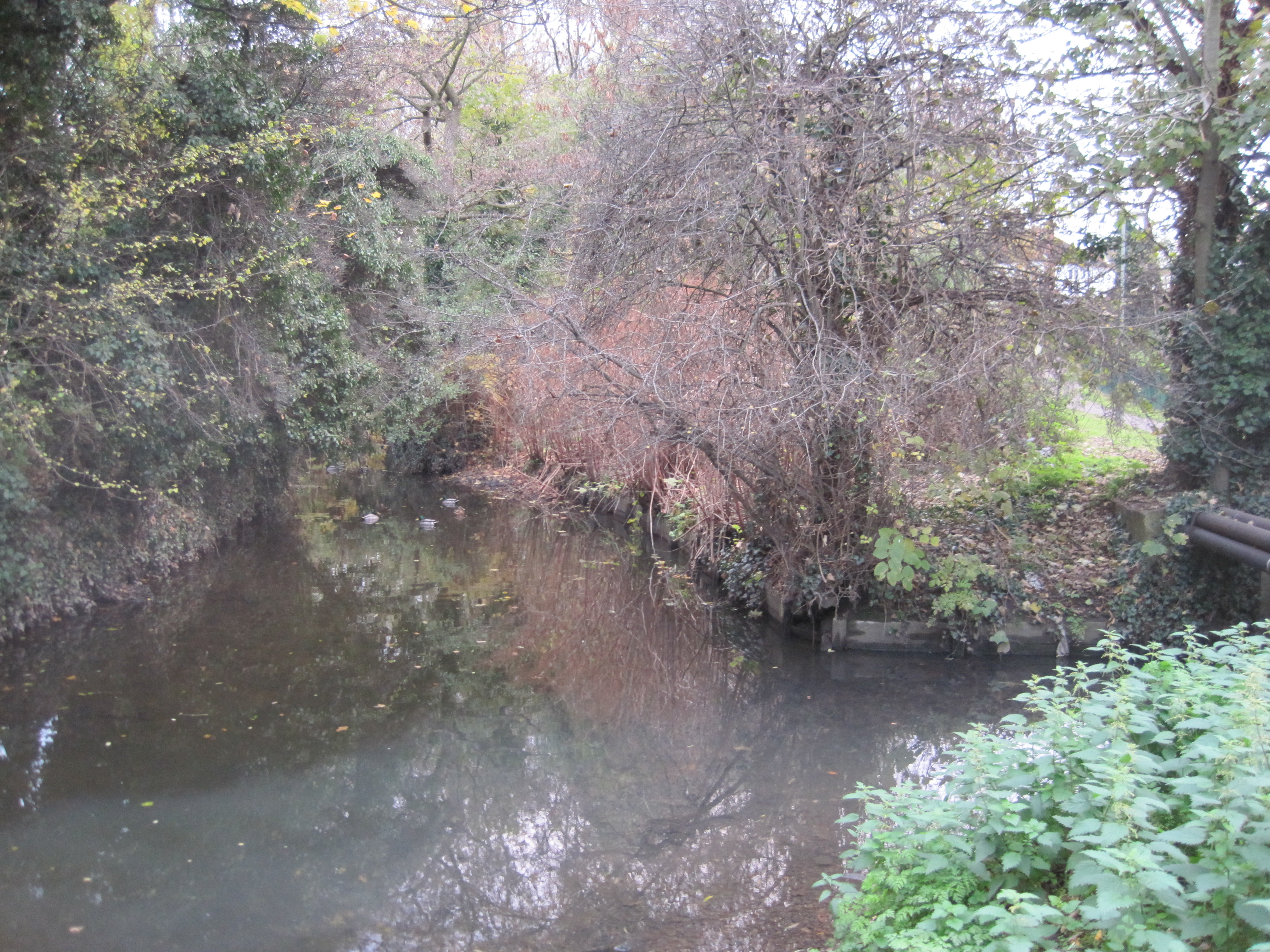
布倫特河起點（多利斯溪、馬頓溪匯流處），其中左邊是多利斯溪、右方是馬頓溪
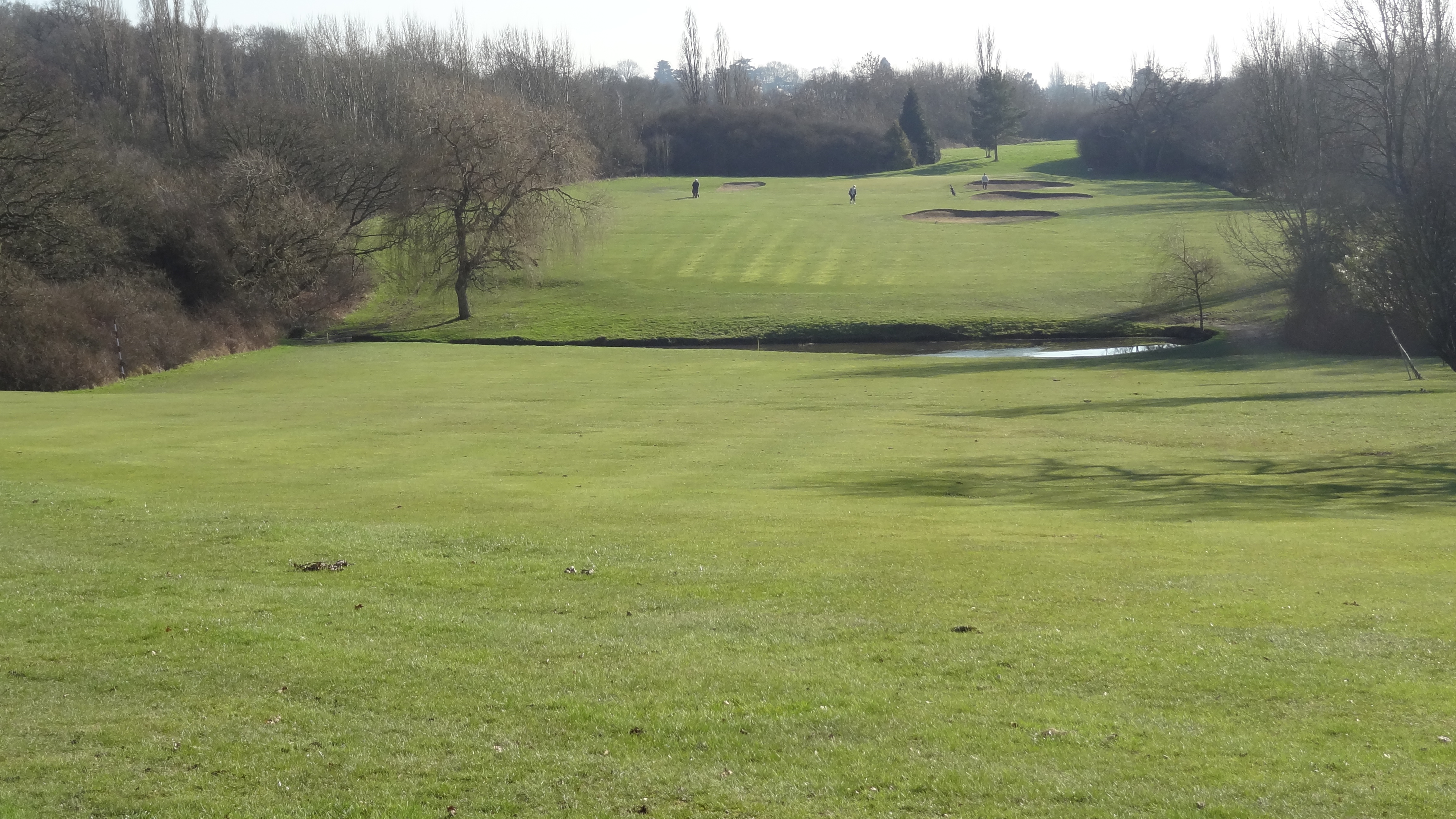
磨坊山高爾夫球場，佔地約60公頃
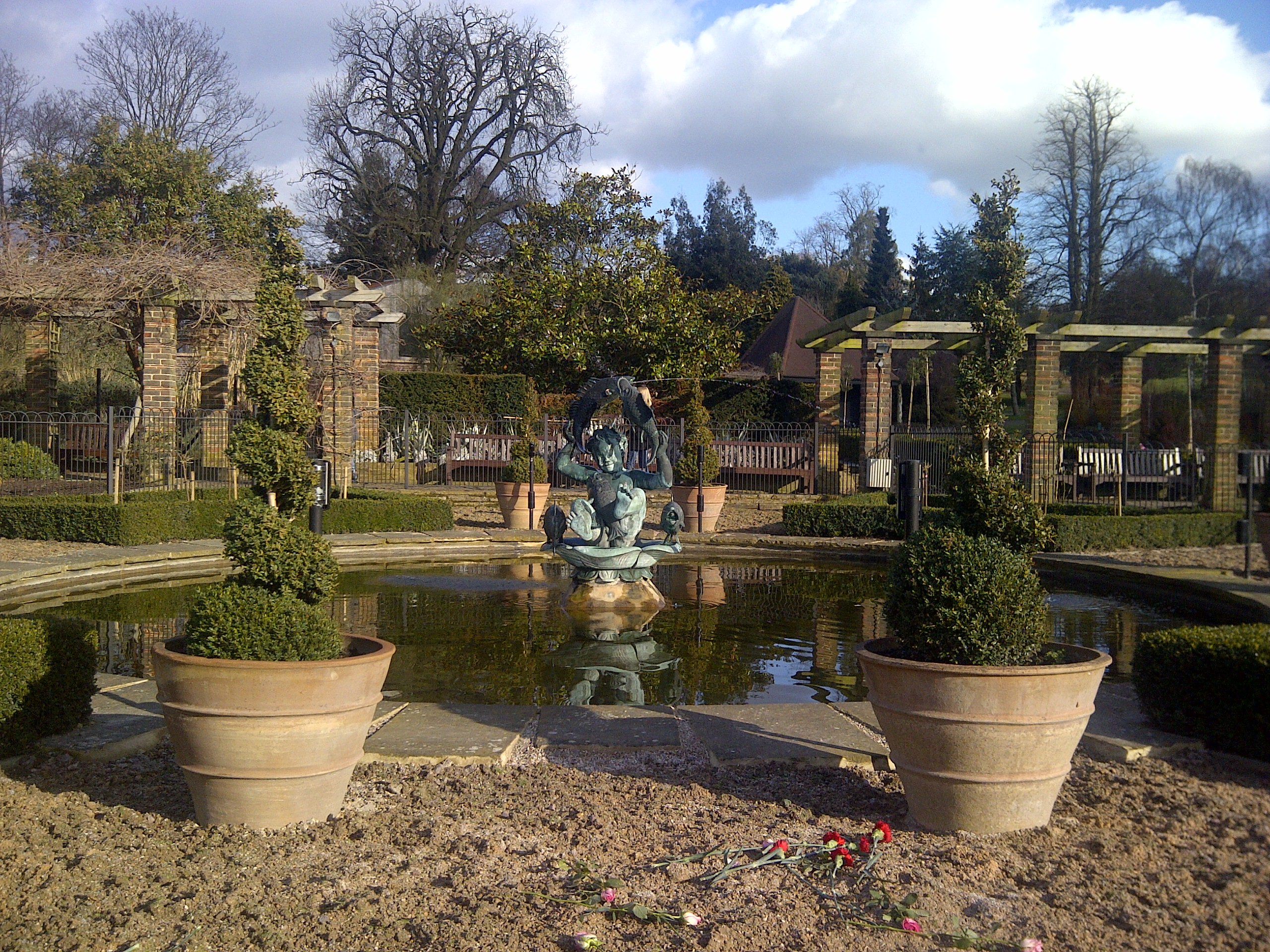
格德斯山公園
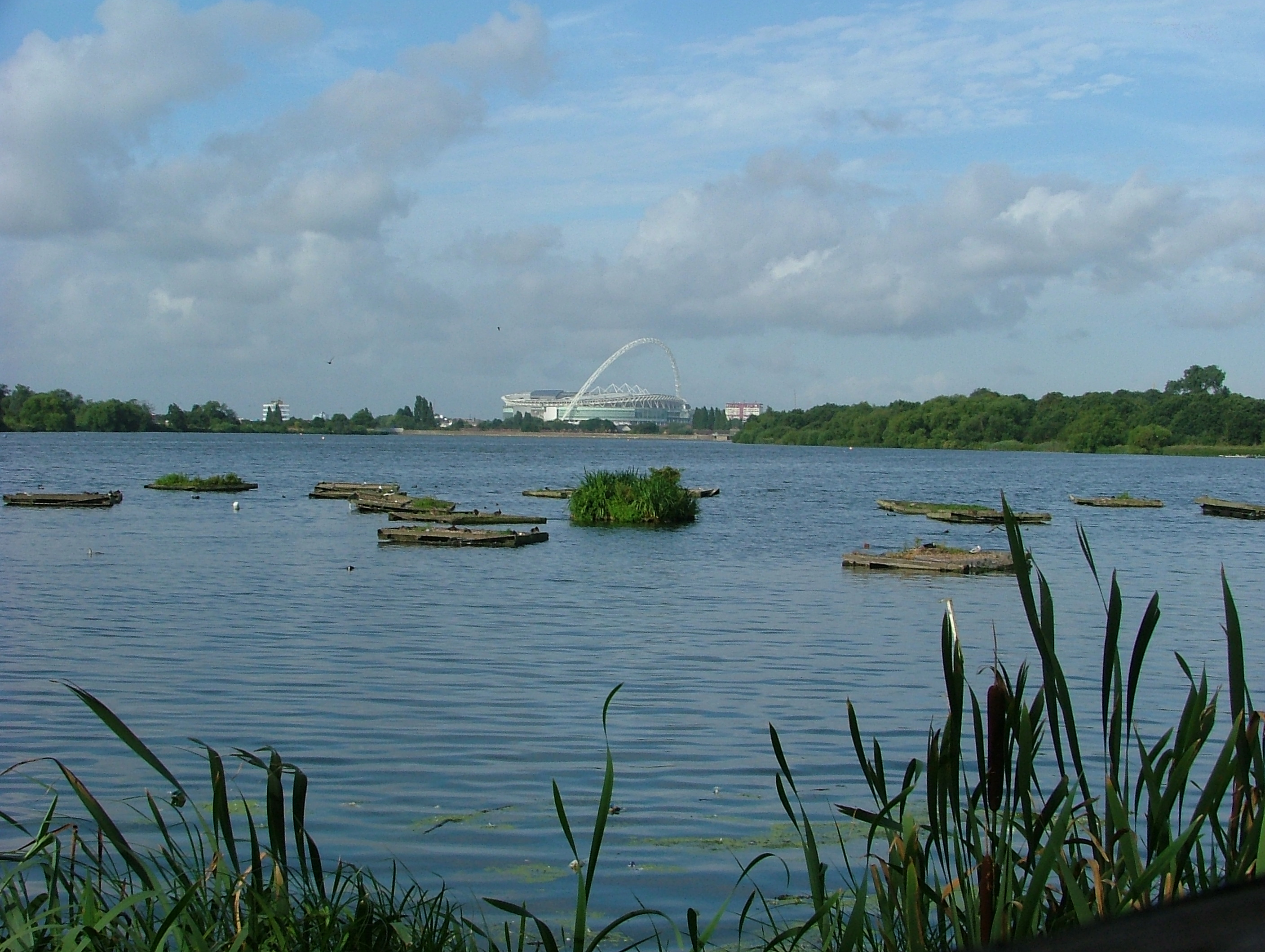
布倫特水庫，其東北部屬於巴尼特區

## 地標
巴尼特區擁有兩座一級登錄建築：聖猶達教堂（St. Jude's Church）和自由教堂（Free Church）。兩座教堂均是由埃德溫·魯琴斯設計的教堂，位於漢普斯特德花園郊區。其中聖猶達教堂擁有哥特式尖頂，自由教堂則有一個低矮的混凝土圓頂。
1972年，皇家空軍博物館倫敦館區於亨頓飛行場前址開幕。該博物館介紹了航空史和英國皇家空軍的歷史。
位於灰狗山的前教堂農舍博物館是一座17世紀農舍，為亨頓現存最古老的住宅，現已被列為二級登錄建築。為了節省開支，巴尼特區議會於反對聲音中決定由2011年4月起不再向教堂農舍博物館及巴尼特博物館撥款。教堂農舍博物館因此於2011年3月31日起永久關閉，其展覽品部分被遷往巴尼特博物館，部分則被拍賣。前教堂農舍博物館於2016年由密德薩斯大學接管及修復，現時該建築成為了大學的虐待及創傷研究中心和歐洲人權促進中心。

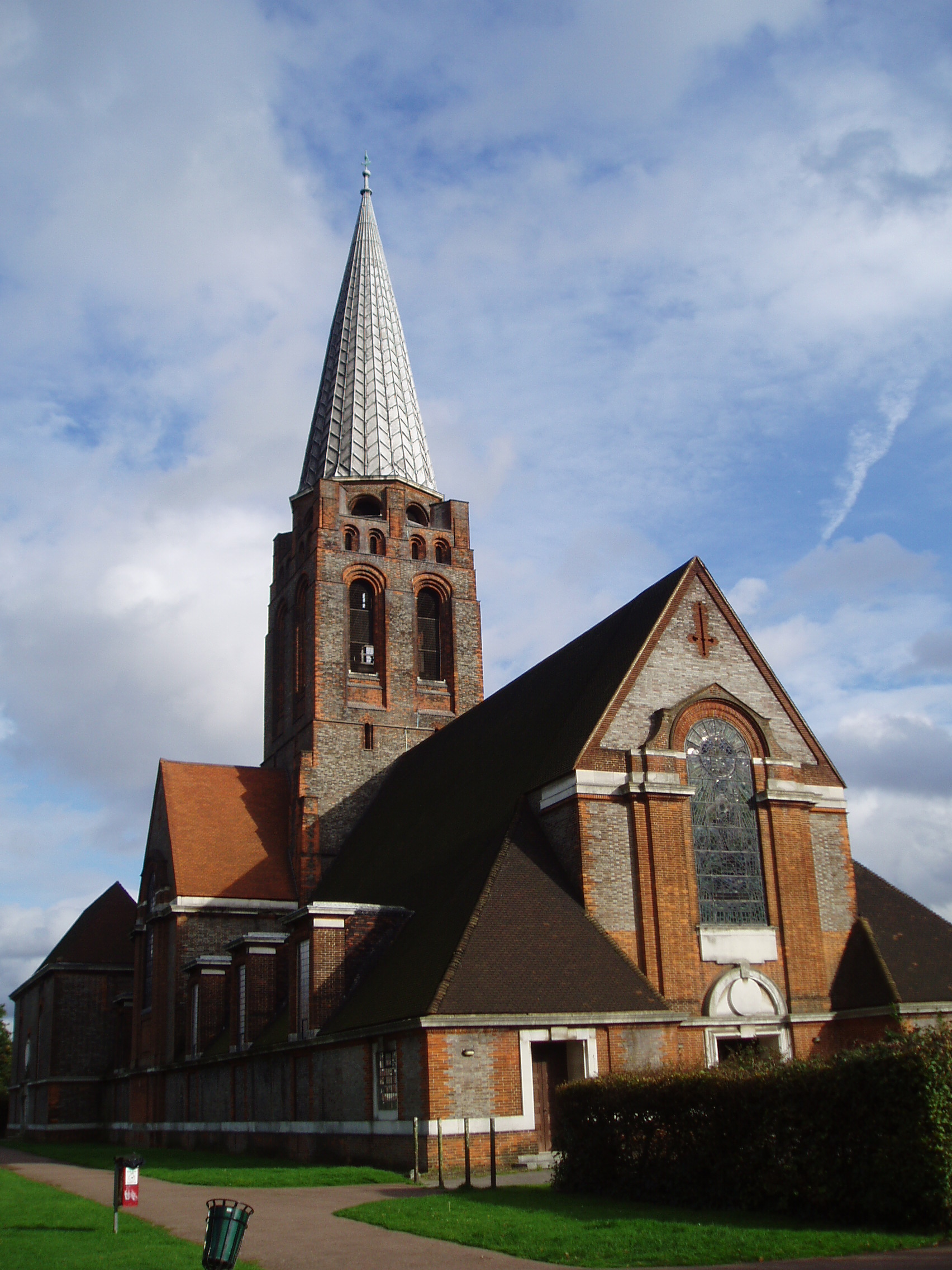
聖猶達教堂
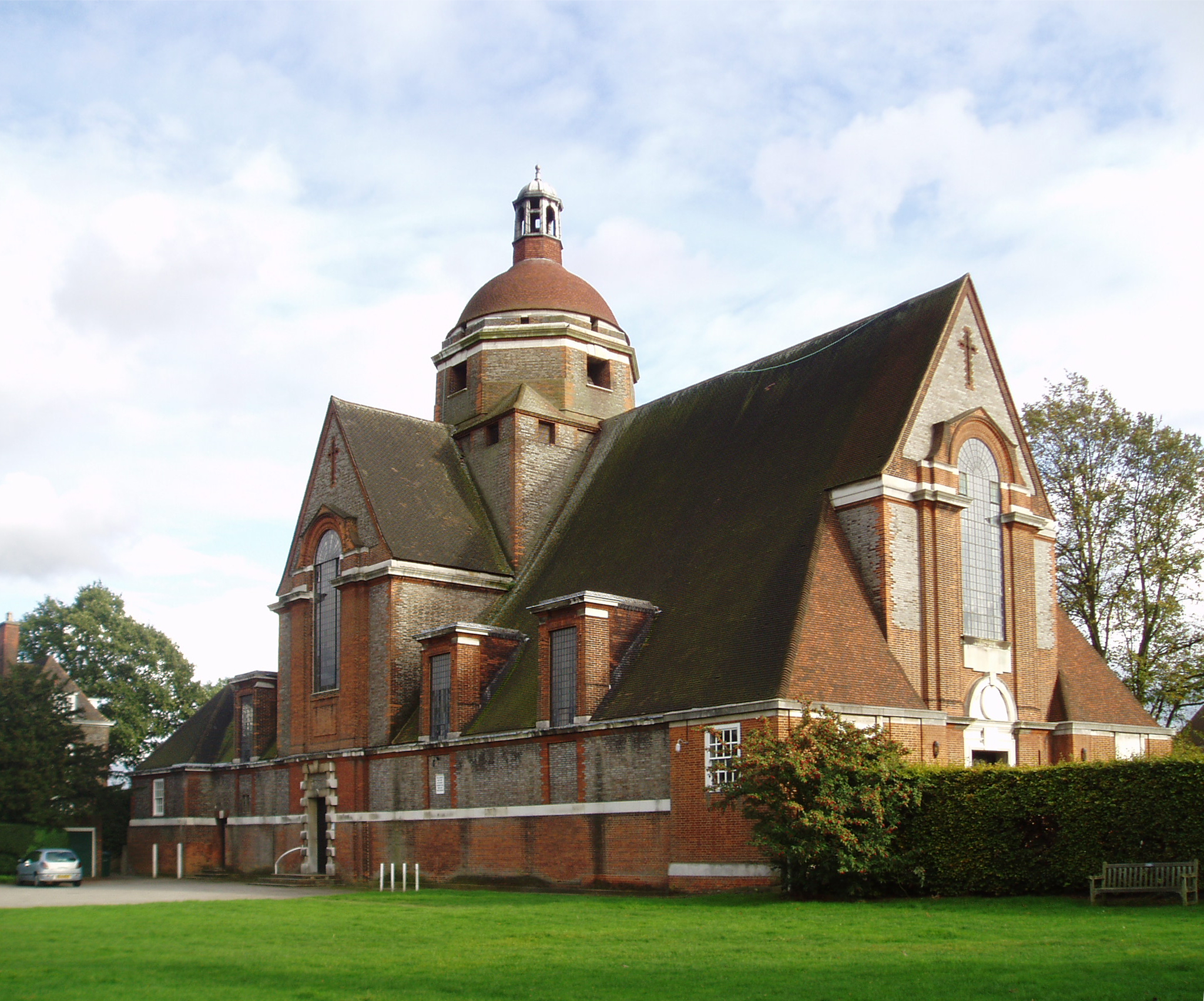
自由教堂
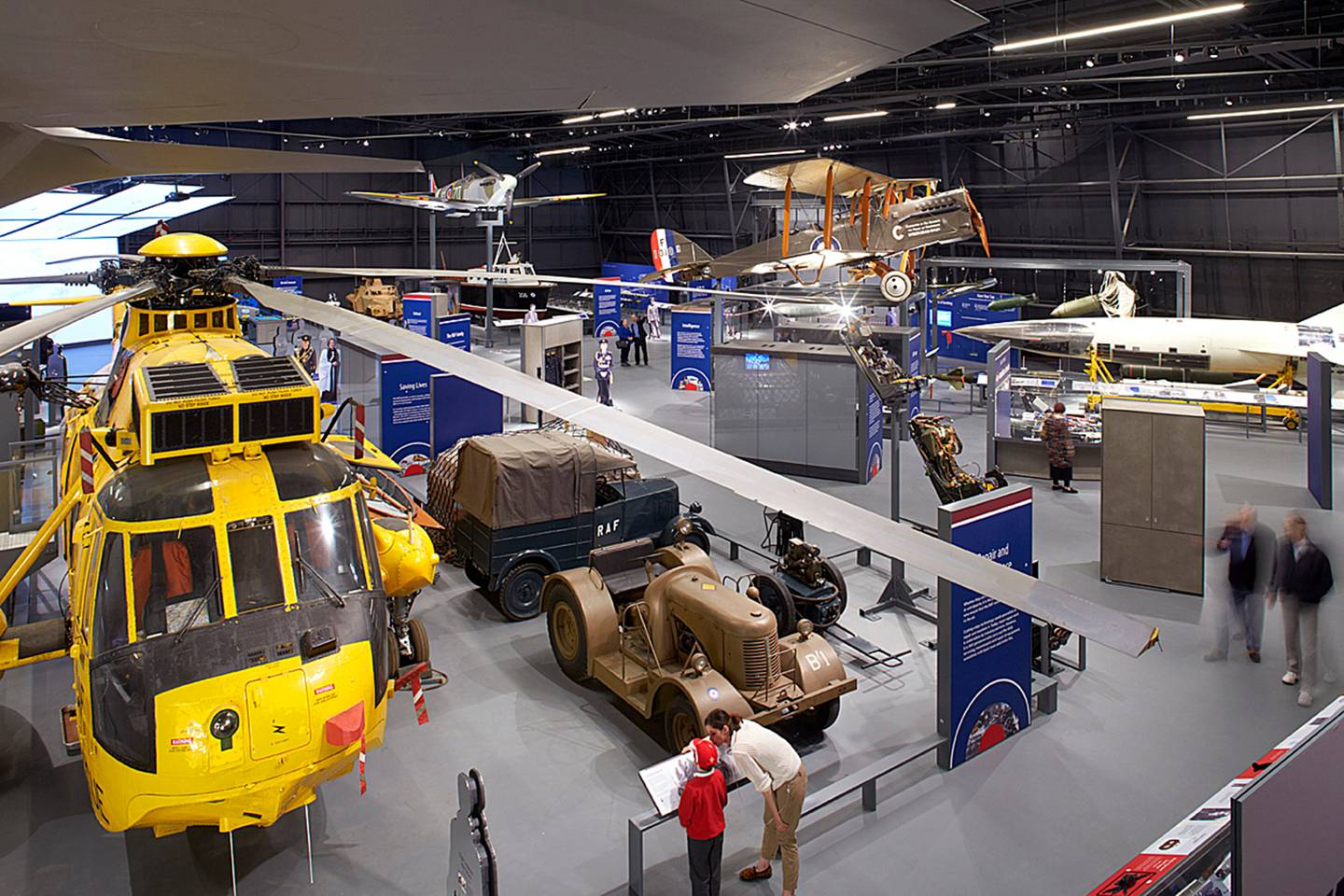
皇家空軍博物館倫敦館區
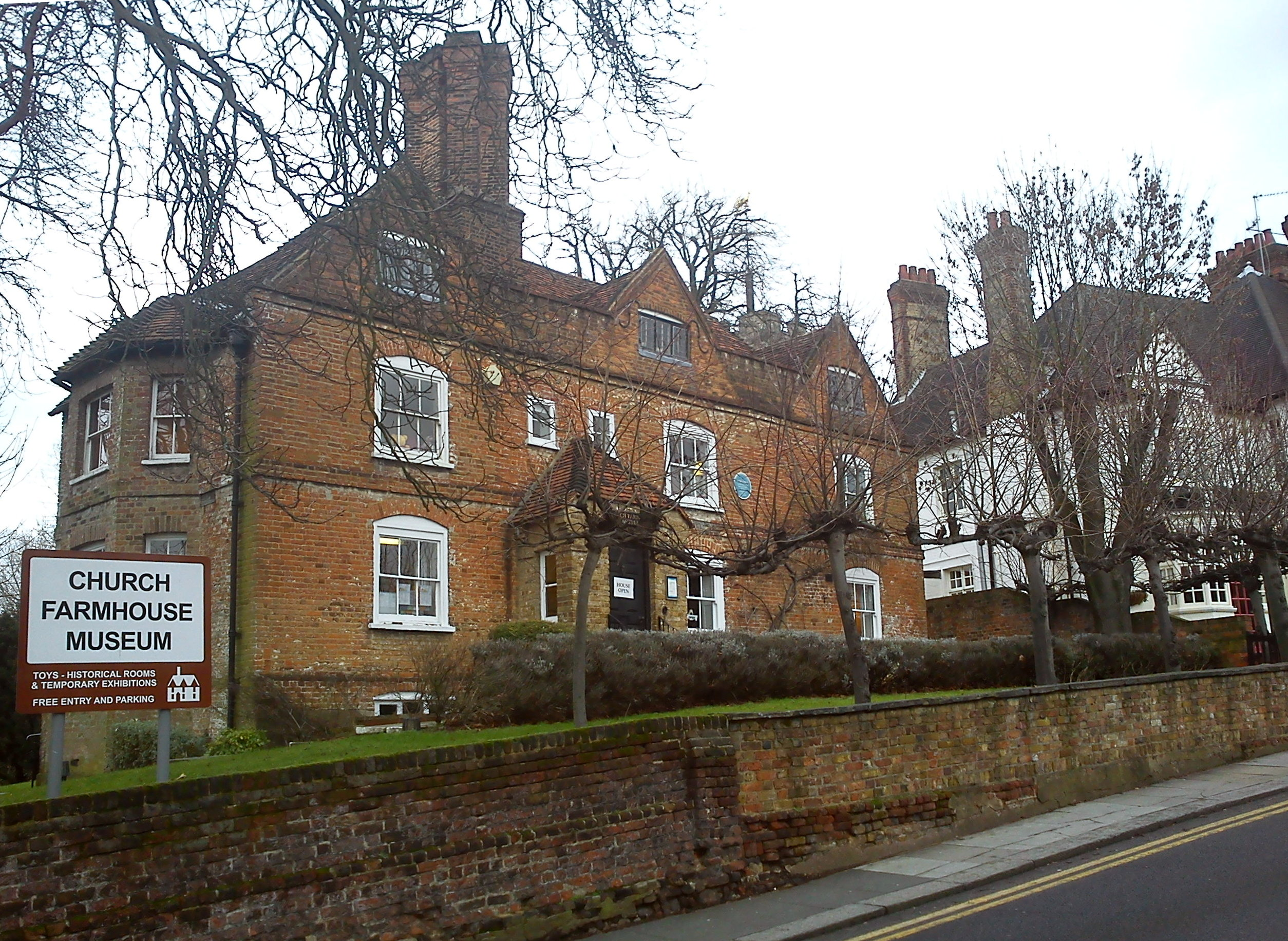
前教堂農舍博物館（Church Farmhouse Museum）
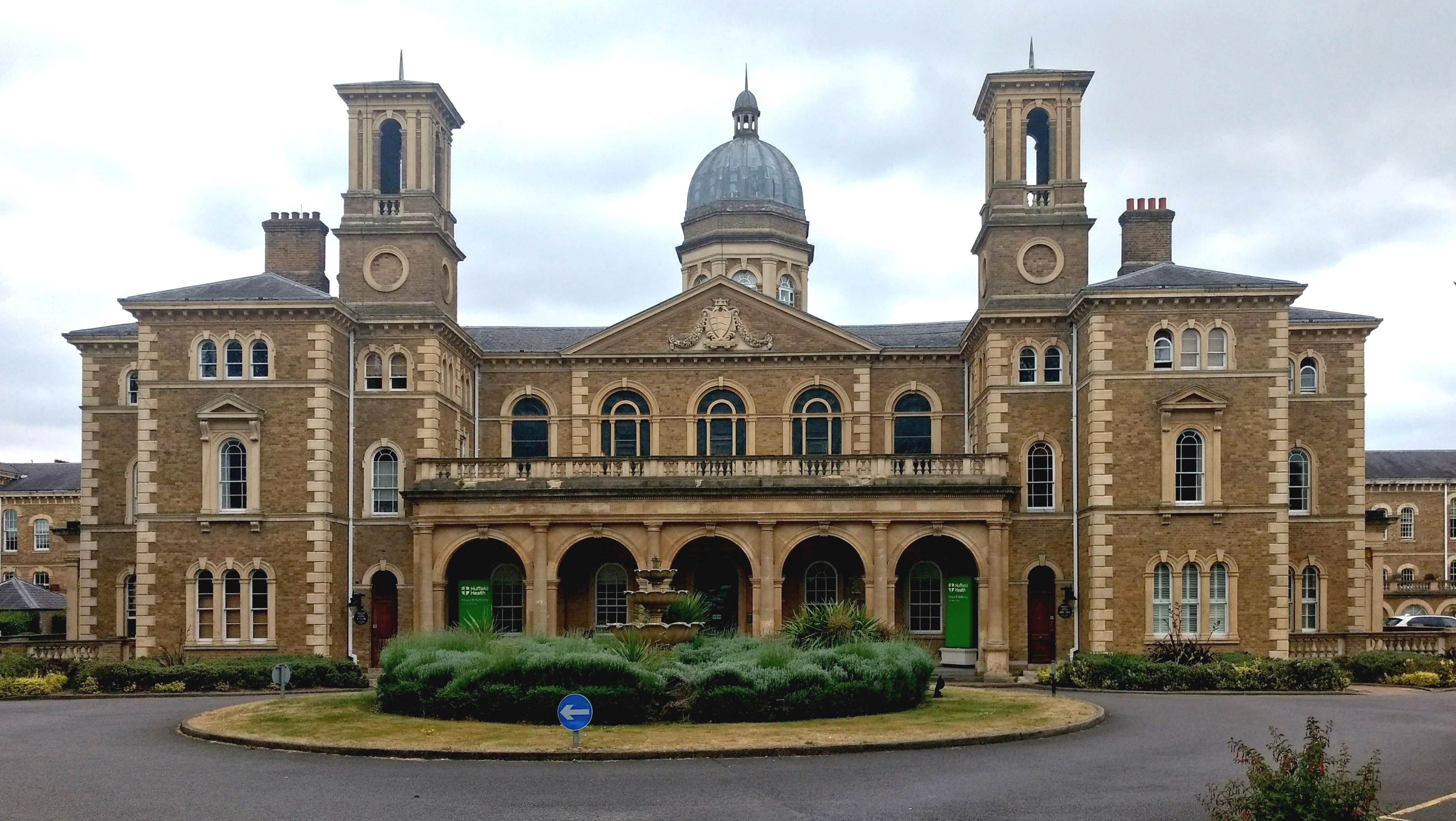
鄰近國鐵新南門站的前精神病院，現已改建為住宅
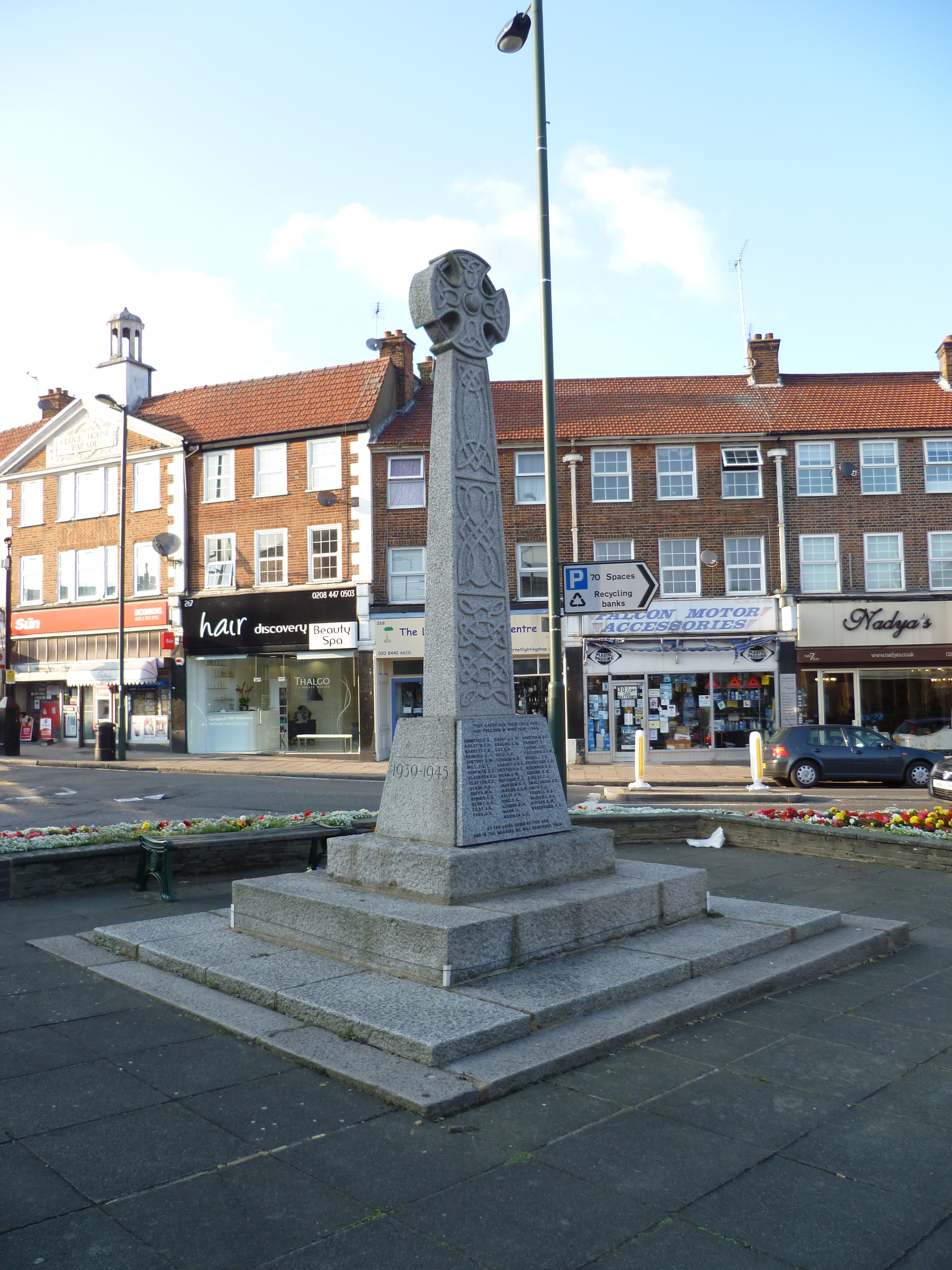
東芬奇利戰爭紀念碑
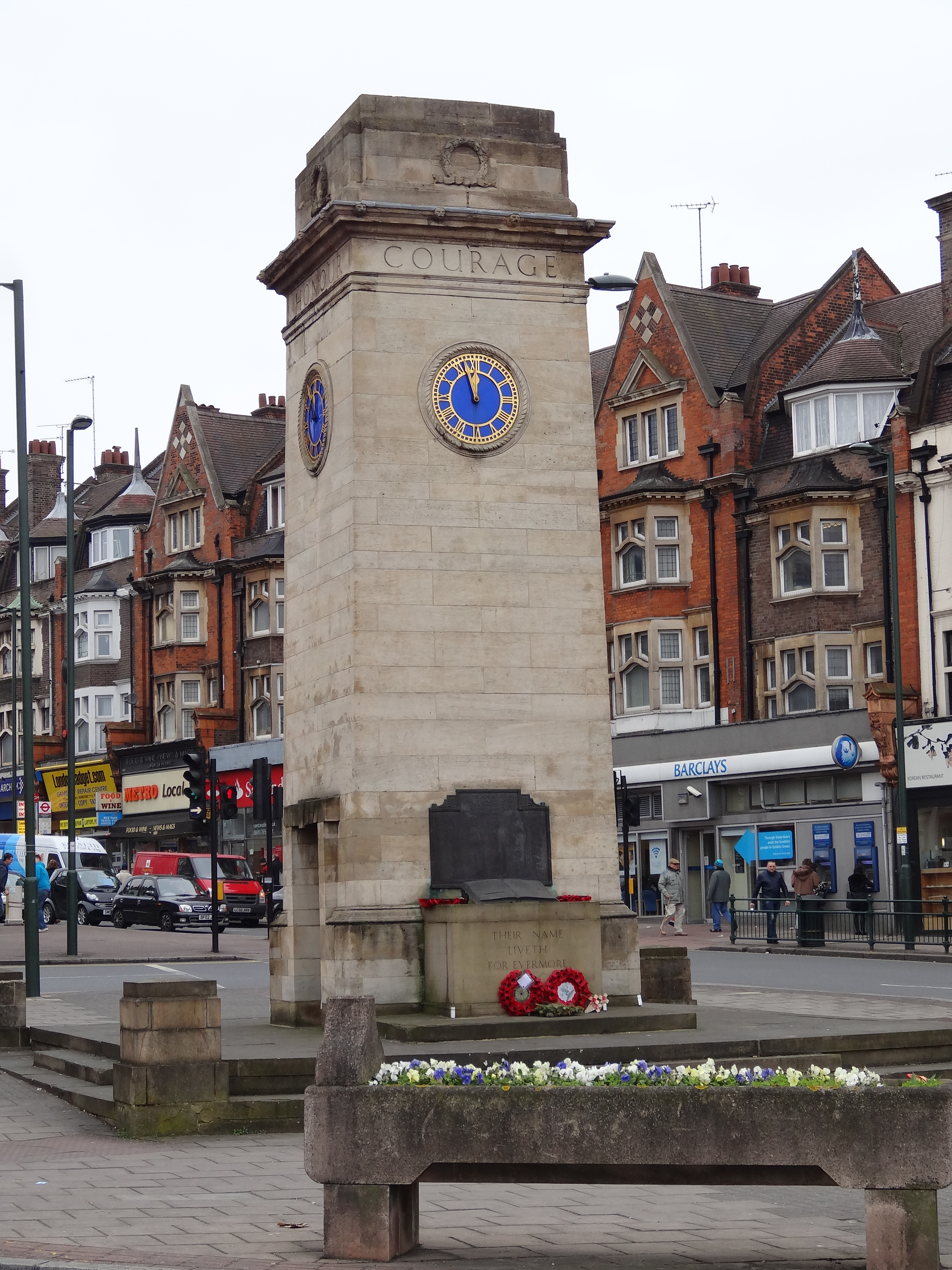
格德斯綠地戰爭紀念碑

## 體育
巴尼特區擁有一個專業足球會：班列特足球會。其他未參與英格蘭足球聯賽系統的足球會包括溫蓋特及芬奇利足球會和亨頓足球會等。溫蓋特及芬奇利足球會是最後一個主場位於巴尼特區的足球會。班列特足球會的主場實際上位於哈羅區，亨頓足球會的主場則位於布倫特區。

## 人口
根據2001年的人口普查，巴尼特區人口總數為314,564。擁有住宅物業的居民中，有67%是居住在自己擁有的物業裡。47.3%的巴尼特區居民自稱是基督徒，14.8%自稱是猶太教徙，12.8%自稱並未信奉任何宗教。巴尼特區擁有全英國地方行政區中最高的猶太教徒佔全區人口百分比。巴尼特區於2001年時的華裔人口為6,379，巴尼特區亦因此是大倫敦中最多華裔人口的區。
根據2011年的人口普查，有達13.3%的巴尼特區居民超過65歲。該百分比於大倫敦中屬第6高。巴尼特區擁有47,400位超過65歲的居民，數量為大倫敦第2多（僅次於布羅姆利區）。猶太人人口為54,084人（佔全區居民15.5%，比例仍是全英國最高）。41.2%的居民自稱是基督徒，16.1%自稱並未信奉任何宗教。

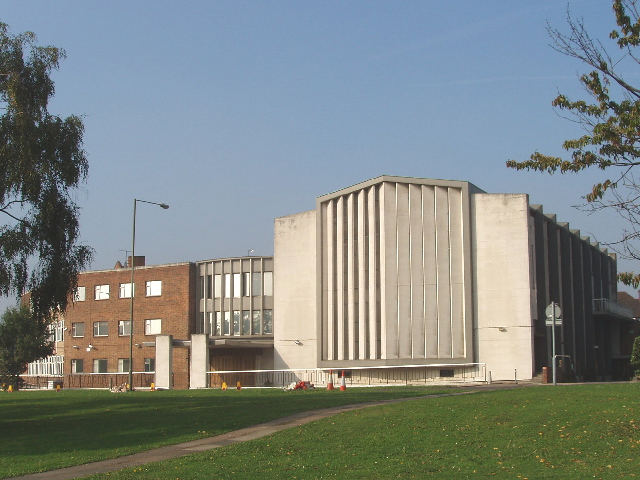
芬奇利聯合猶太會堂

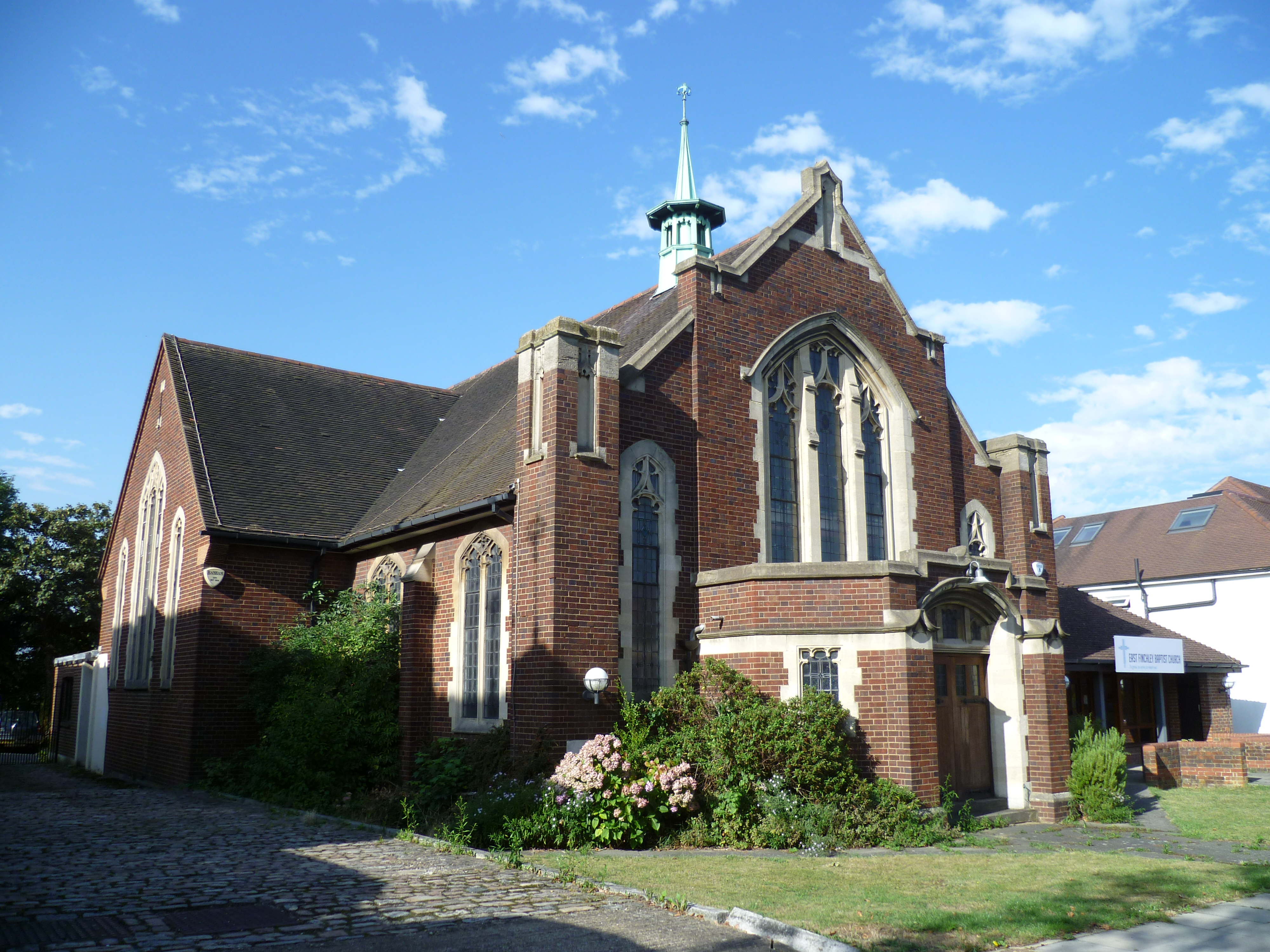
東芬奇利浸信會教堂

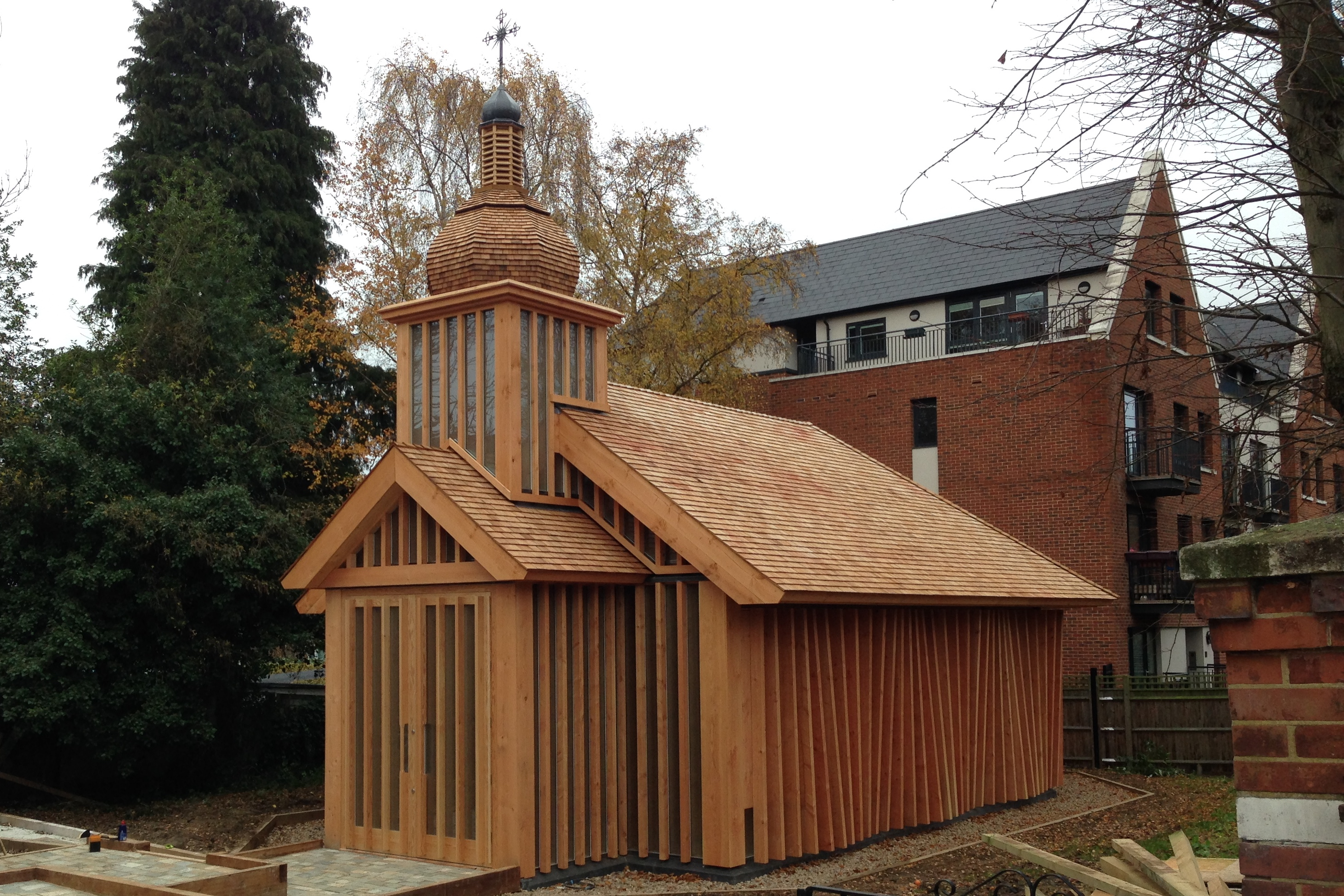
位於伍德塞德公園的白俄羅斯人紀念教堂，是倫敦大火後首座於大倫敦落成的木教堂。它也是大倫敦第一座專門建造的拜占庭儀式天主教堂、西歐第一個紀念 1986 年車諾比核災的建築物

| 族裔                             | 1991    | 1991  | 2001    | 2001    | 2011    | 2011    | 2021    | 2021  |
| 族裔                             | 人數    | %     | 人數    | %       | 人數    | %       | 人數    | %     |
| -------------------------------- | ------- | ----- | ------- | ------- | ------- | ------- | ------- | ----- |
|                                  |         |       |         |         |         |         |         |       |
| 白人: 總數                       | 239,549 | 81.6% | 232,868 | 74.03%  | 228,553 | 64.13%  | 224,762 | 57.8% |
| 白人：英國裔                     | –       | –     | 188,301 | 59.86%  | 162,117 | 45.49%  | 140,777 | 36.2% |
| 白人：愛爾蘭裔                   | –       | –     | 10,545  | 3.35%   | 8,685   | 2.44%   | 7,644   | 2.0%  |
| 白人：吉卜賽人或愛爾蘭流浪者     | –       | –     | –       | –       | 151     | 0.04%   | 179     | 0.0%  |
| 白人：羅姆人                     |         |       |         |         |         |         | 1,554   | 0.4%  |
| 白人：其他族裔                   | –       | –     | 34,022  | 10.82%  | 57,600  | 16.16%  | 74,608  | 19.2% |
| 英國亞洲人或亞裔英國人：總數     | 37,553  | 12.8% | 45,174  | 14.36%  | 65,918  | 18.50%  | 74,972  | 19.2% |
| 亞洲人或英國亞洲人：印度裔       | 21,572  |       | 27,130  | 8.62%   | 27,920  | 7.83%   | 30,389  | 7.8%  |
| 亞洲人或英國亞洲人：巴基斯坦裔   | 2,297   |       | 3,965   | 1.26%   | 5,344   | 1.50%   | 6,687   | 1.7%  |
| 亞洲人或英國亞洲人：孟加拉裔     | 1,180   |       | 1,448   | 0.46%   | 2,215   | 0.62%   | 2,873   | 0.7%  |
| 亞洲人或英國亞洲人：華裔         | 3,895   |       | 6,379   | 2.03%   | 8,259   | 2.32%   | 9,434   | 2.4%  |
| 亞洲人或英國亞洲人：其他族裔     | 8,609   |       | 6,252   | 1.99%   | 22,180  | 6.22%   | 25,589  | 6.6%  |
| 黑人或英國黑人：總數             | 10,472  | 3.5%  | 18,859  | 6.00%   | 27,431  | 7.70%   | 30,651  | 7.9%  |
| 黑人或英國黑人：非洲裔           | 6,042   |       | 13,651  | 4.34%   | 19,392  | 5.44%   | 22,670  | 5.8%  |
| 黑人或英國黑人：加勒比裔         | 2,969   |       | 4,113   | 1.31%   | 4,468   | 1.25%   | 4,951   | 1.3%  |
| 黑人或英國黑人：其他族裔         | 1,461   |       | 1,095   | 0.35%   | 3,571   | 1.00%   | 3,030   | 0.8%  |
| 混合族裔：總數                   | –       | –     | 9,508   | 3.02%   | 17,169  | 4.82%   | 20,889  | 5.4%  |
| 混合族裔：白人及加勒比裔黑人混合 | –       | –     | 1,670   | 0.53%   | 3,097   | 0.87%   | 3,505   | 0.9%  |
| 混合族裔：白人及非洲裔黑人混合   | –       | –     | 1,590   | 0.51%   | 3,112   | 0.87%   | 3,747   | 1.0%  |
| 混合族裔：白人及亞洲人混合       | –       | –     | 3,218   | 1.02%   | 5,882   | 1.65%   | 6,032   | 1.5%  |
| 混合族裔：其他族裔混合           | –       | –     | 3,030   | 0.96%   | 5,078   | 1.42%   | 7,605   | 2.0%  |
| 其他：總數                       | 5,990   | 2%    | 8,155   | 2.59%   | 17,315  | 4.86%   | 38,070  | 9.8%  |
| 其他：阿拉伯人                   | –       | –     | –       | –       | 5,210   | 1.46%   | 7,383   | 1.9%  |
| 其他：其他少數族裔               | 5,990   | 2%    |         |         | 12,105  | 3.40%   | 30,687  | 7.9%  |
| 少數族裔：總數                   | 54,015  | 18.4% | 81,696  | 25.97%  | 127,833 | 35.87%  | 164,582 | 42.2% |
|                                  |         |       |         |         |         |         |         |       |
| Total                            | 293,564 | 100%  | 314,564 | 100.00% | 356,386 | 100.00% | 389,344 | 100%  |

## 經濟
奇平巴尼特於13世紀時已經是集鎮，巴尼特區的其餘地區則曾主要是農業用地。1976年落成的布倫特十字購物中心是英國第一個設立於市中心以外的購物中心。英國麥當勞的總部座落於巴尼特區內的東芬奇利。

## 交通

### 道路
A5路是構成巴尼特區西邊邊界的主要道路。此路是古羅馬時期於英格蘭興建的第一條道路，後來盎格魯-撒克遜人為其取名為惠特靈大道。
於1830年代落成芬奇利路的連接了西區和芬奇利。
北環路（或稱A406路）是大倫敦北部環狀道路，由東至西連接倫敦多條主要道路。

### 鐵路
倫敦地鐵北線最北的部分均位於巴尼特區。北線的三個北端總站（埃奇韋爾、磨坊山東和高巴尼特站）、磨坊山東支線、高巴尼特和埃奇韋爾支線的地面部分均位於此區。高巴尼特支線於東芬奇利站以南不遠處走出地面。只有一站的磨坊山東支線於芬奇利中央站自高巴尼特支線向西分岔。高巴尼特支線隨後繼續往北，先後途經西芬奇利、伍德塞德公園和托特里奇及惠特斯通站，最後以高巴尼特站為總站。
埃奇韋爾支線冒出地面後的首個站為格德斯綠地站。該支線向西北經過一系列鐵路橋和布倫特十字站後，於亨頓公園西北角設立亨頓中央站。隨後，支線向西北先穿過一條隧道、後設立科林達站和焦橡站，並最後以埃奇韋爾站為總站。
倫敦地鐵皮卡迪利線於巴尼特區東緣經過，但未於區內設站。雖然如此，亞諾斯高夫、南門及卡克福斯特斯站均離巴尼特區十分接近，區內設有多條倫敦巴士路線前往上述車站。
巴尼特區亦有兩條國鐵路線經過，包括米德蘭主線和東海岸主線。米德蘭主線穿過此區西部，並於區內由南至北設克里克伍德、亨頓和磨坊山大道站。三站均設有泰晤士連線的英國國鐵列車服務。東海岸主線則穿過此區東北角，並由南至北設有新南門（站體橫跨此區及恩菲爾德區）、奧克利公園（Oakleigh Park）和新巴尼特站。三站均設有大北方國鐵服務，並於繁忙時間設有泰晤士連線列車服務。
1867年通車的埃奇韋爾、高門及倫敦鐵路曾為巴尼特區東西兩側提供鐵路連繫。該條鐵路曾於1930年代成為倫敦地鐵的北部高地線擴展計劃的一部分。芬奇利中央站至埃奇韋爾站的雙軌化工程於1938年展開。1939年9月11日，該鐵路被關閉，以便進行電氣化工程。二戰後，只有芬奇利中央至磨坊山東一段鐵路繼續用作客運服務，北部高地線計劃未完成部分被全數廢止。磨坊山東至埃奇韋爾段於戰後至1964年繼續用作貨運鐵路，並最終於1965年被拆除。1970年代，該段鐵路其中一小段路基被用作擴建M1高速公路。

### 通勤模式

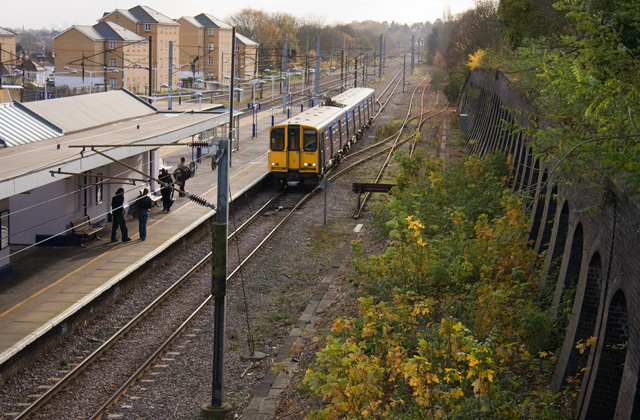
國鐵新巴尼特站

2011年3月，巴尼特區16至74歲居民的通勤模式為：
| 通勤模式                 | 百分比 |
| ------------------------ | ------ |
| 非就業                   | 33.9%  |
| 轎車或廂型車（親自駕駛） | 24.1%  |
| 地鐵                     | 17.3%  |
| 巴士、小巴或客車         | 7.9%   |
| 主要居家工作             | 4.9%   |
| 步行                     | 4.1%   |
| 火車                     | 3.9%   |
| 轎車或廂型車（作為乘客） | 1.4%   |
| 單車                     | 0.9%   |

## 公共服務

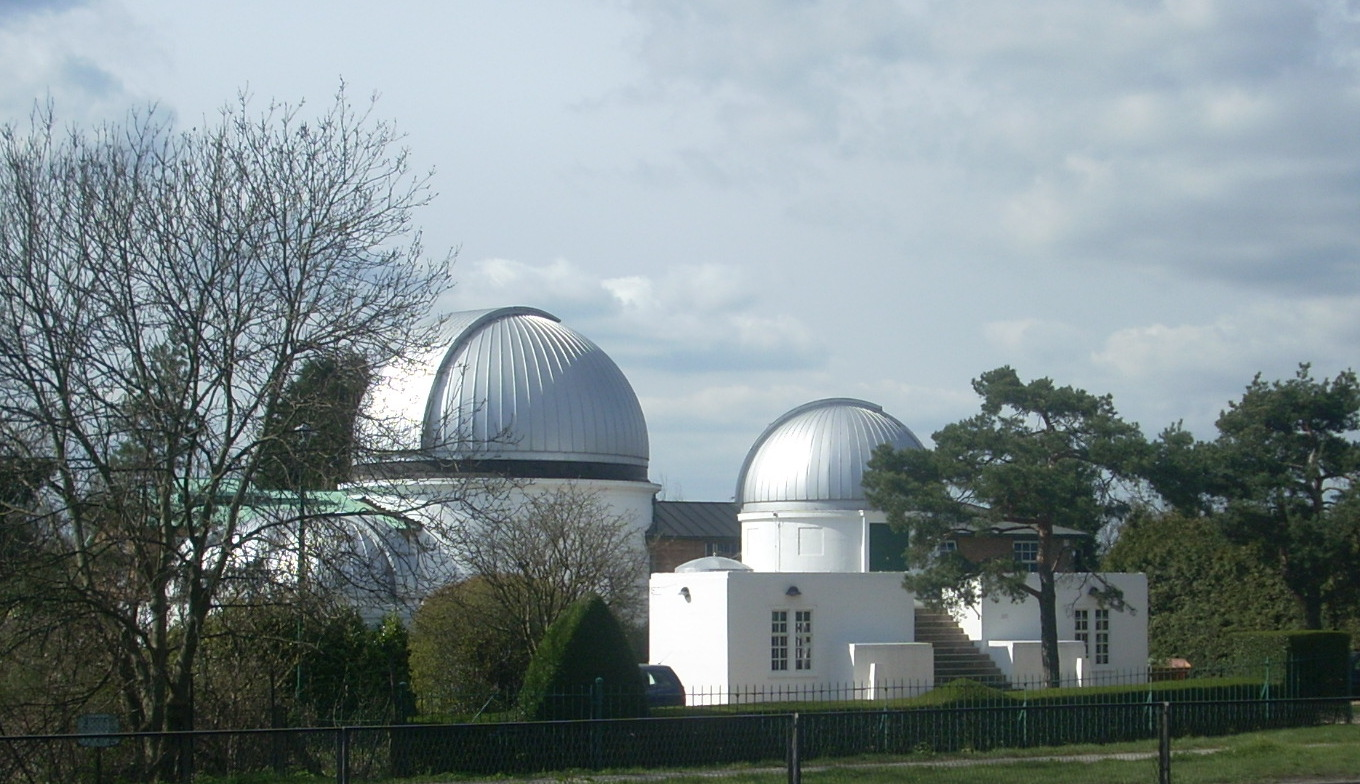
倫敦大學學院的磨坊山教學天文台

### 醫療
巴尼特區的醫院包括巴尼特醫院、埃奇韋爾社區醫院和芬奇利紀念醫院等。

### 緊急服務
倫敦警察廳於巴尼特區設有四座警察局（分別位於科林達、巴尼特、格德斯綠地和惠特斯通）及一座警察學院（亨頓警察學院）。
除了救火外，倫敦消防隊會負責應對巴尼特區的道路交通事故、洪水、電梯停運和其他事故。倫敦救護車服務（London Ambulance Service）則負責應對巴尼特區的醫療緊急情況。

### 教育
巴尼特區擁有86間小學、22間中學和4間特殊學校。密德薩斯大學於亨頓設有主校園。倫敦大學學院亦於磨坊山設有天文台，主要作天文教學用途。

### 圖書館
巴尼特區內設有15間由區議會運作的圖書館。

## 姊姊城市

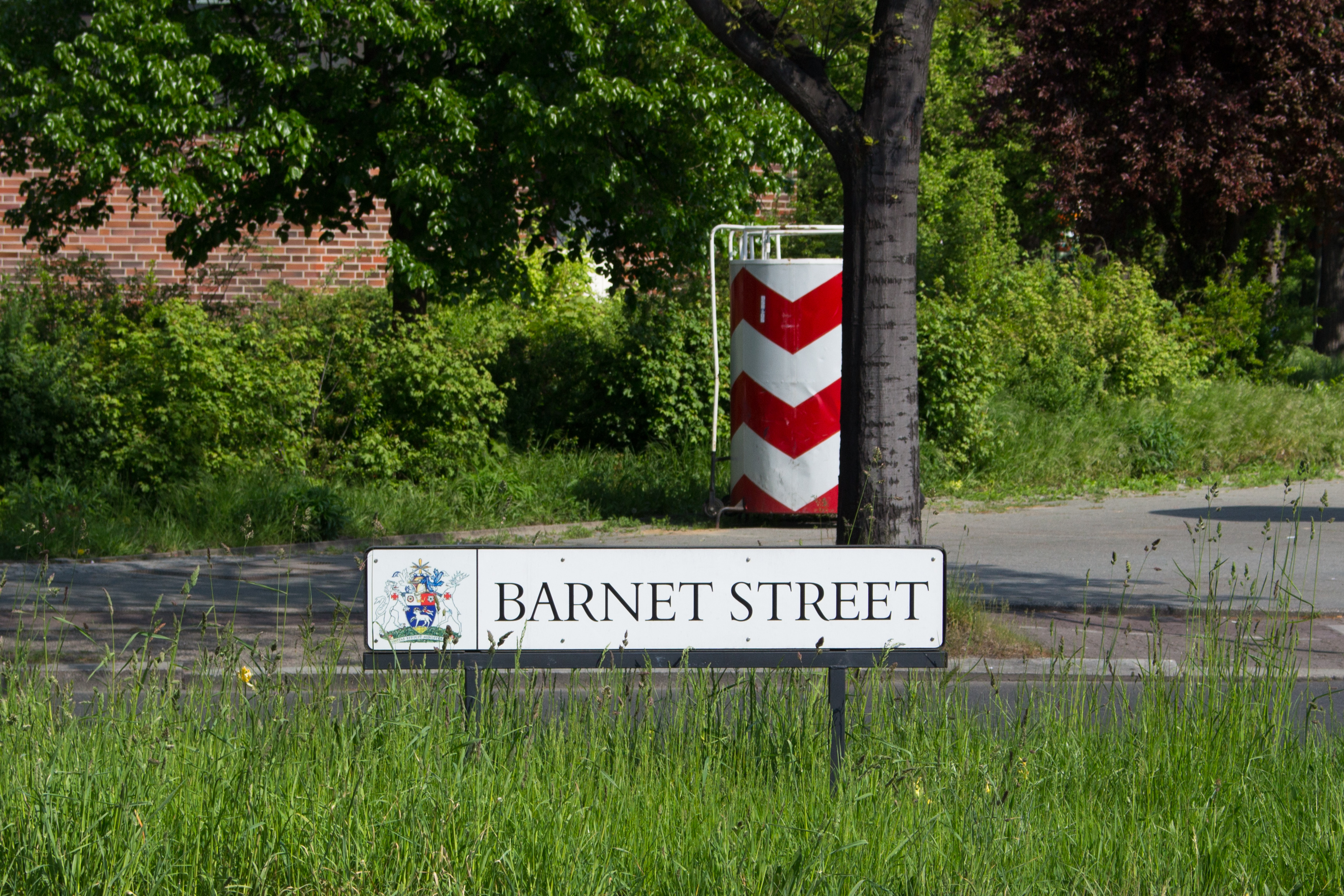
位於柏林滕珀爾霍夫-舍訥貝格的巴尼特街街道路標。區內亦有稱為亨頓街和芬奇利街的街道。

- 美國 新澤西州 蒙特克萊
- 法國 法蘭西島大區 上塞納省 沙維爾
- 法國 法蘭西島大區 塞納-聖但尼省 勒蘭西
- 德國 北萊茵-威斯特法倫 錫根-維特根施泰因縣
- 德國 柏林 滕珀爾霍夫-舍訥貝格
- 塞浦路斯 居澤爾尤爾特
- 以色列 拉馬特甘[32][33]
- 烏干達 金賈
- 尼泊爾 博卡拉[34]